# Дъглас Рейн
Дъглас Рейн (на английски: Douglas Rain) (роден през 1928 г.) е канадски актьор и диктор. Въпреки че е предимно театрален актьор, той е познат и като гласа на ХАЛ 9000 от филма „2001: Космическа одисея“ и неговото продължение „2010“.